# منادي (مسرح)
المُنادي هو أحد الأعمال على المسرح . يُعين من المخرج أو المنتج أو رئيس طاقم المسرح. إنهم يقدمون تقاريرهم مباشرة إلى رئيس الطاقم ،ويتقاضوا أجورهم بالمُساوعة وفي بعض الأحيان يتناوبون بين عدة مجموعات من أداء إلى آخر.

## الأدوار الأساس
تتمثل المسؤولية الأساس للفتى أو الفتاة في الانتقال من الكواليس إلى غرف الملابس والغرف الخضراء لتنبيه الممثلين والممثلات إلى مداخلهم في الوقت المناسب لكي يظهروا على خشبة المسرح. على سبيل المثال ، قد ينادون ، "أنت في غضون خمس دقائق ، آنسة برنهَرد".